# Stauntonia glauca
Stauntonia glauca là một loài thực vật có hoa trong họ Lardizabalaceae. Loài này được Merr. & F.P. Metcalf miêu tả khoa học đầu tiên năm 1937.